# Буэндиа, Мигель Маури
Миге́ль Мау́ри Буэнди́а (исп. Miguel Maury Buendía; род. 19 ноября 1955, Мадрид, Испания) — испанский прелат и ватиканский дипломат. Титулярный архиепископ Италики с 19 мая 2008. Апостольский нунций в Казахстане с 19 мая 2008 по 5 декабря 2015. Апостольский нунций в Кыргызстане и Таджикистане с 12 июля 2008 по 5 декабря 2015. Апостольский нунций в Румынии с 15 декабря 2015 по 13 апреля 2023. Апостольский нунций в Молдавии с 25 января 2016 по 13 апреля 2023. Апостольский нунций в Великобритании с 13 апреля 2023.

## Биография
Родился 19 ноября 1955 года в Мадриде.
Рукоположен во священники 26 июня 1980 года.
19 мая 2008 года назначен апостольским нунцием в Казахстане и возведён в звание титулярного епископа Италики. Епископская хиротония состоялась 12 июня 2008 года. Главным консекратором был кардинал Тарчизио Бертоне.
Получил докторскую степень по каноническому праву. Дипломатическую карьеру начал в 1987 году. Работал в дипломатических миссиях Святого Престола в Руанде, Уганде, Марокко, Никарагуа, Египте, Словении, Ирландии и в Отделе по вопросам отношений с государствами Государственного секретариата. Владеет испанским, английским, французским, итальянским и словенским языками.
12 июля 2008 года был назначен по совместительству нунцием в Кыргызстане и Таджикистане.
15 декабря 2015 года назначен апостольским нунцием в Румынии.
25 января 2016 года назначен апостольским нунцием в Молдавии.
13 апреля 2023 года назначен апостольским нунцием в Великобритании.

## Награды
- Большой крест ордена «За верную службу» (2020 год, Румыния)[5].
- Командор ордена Короны Румынии
- Орден «Алғыс» (Благодарность) Казахстанского митрополичьего округа РПЦ (2015 год)[6].